# Салская волость (Екабпилсский край)
Салская волость (латыш. Salas pagasts) — одна из двадцати пяти территориальных единиц Екабпилсского края Латвии. Граничит с городом Екабпилс, Селпилсской, Абельской и Калнской волостями, Виеситской и Крустпилсской волостями своего края.
Крупнейшими населёнными пунктами волости являются: Сала (волостной центр), Админани, Бикерниеки, Биржи, Доломитс, Гаргроде, Гравани, Иелеяс, Малкални, Мелдерниеки, Микелани, Ошани, Пумпи, Путели, Радини, Саласпилс.
По территории волости протекают реки: Даугава, Мелнупите, Пиестиня, Подвазе, Рудзайте, Сака, Зиемельсусея.

## История
Салская волость Екабпилсского уезда в 1925 году была переименована в Абельскую волость, которая, по состоянию на 1945 год, включала в себя Абельский, Эзерский и Салский сельские советы. В 1949 году волость была ликвидирована, в связи с отменой республиканского волостного деления. В 1975 году к Салскому сельсовету был присоединён Биржский сельсовет, при этом часть земли отошла к городу Екабпилсу. В 1977 году была присоединена часть Виесиетской сельской территории. В 1990 году Салский сельсовет был реорганизован в Салскую волость, к которой в 1991 году была присоединена ещё одна часть Виесиетской сельской территории. В 2009 году, по окончании латвийской административно-территориальной реформы, Салская волость вошла в состав Салского края.
В 2021 году в результате новой административно-территориальной реформы Салский край был упразднён, Салская волость была включена в Екабпилсский край.